# NGC 5763
NGC 5763 é uma galáxia espiral (S) localizada na direcção da constelação de Boötes. Possui uma declinação de +12° 29' 26" e uma ascensão recta de 14 horas, 48 minutos e 58,7 segundos.
A galáxia NGC 5763 foi descoberta em 22 de Maio de 1886 por Lewis A. Swift.